# 甘肃复叶耳蕨
甘肃复叶耳蕨（学名：Arachniodes gansuensis），为鳞毛蕨科复叶耳蕨属下的一个植物种。
其种加词gansuensis，意为“甘肃的”。